# Argyrolobium stenophyllum
Argyrolobium stenophyllum är en ärtväxtart som beskrevs av Pierre Edmond Boissier. Argyrolobium stenophyllum ingår i släktet Argyrolobium och familjen ärtväxter. Inga underarter finns listade i Catalogue of Life.